# Limavady United Football Club
El Limavady United Football Club és un club de futbol nord-irlandès de la ciutat de Limavady.

## Història
El club va ser fundat l'any 1884 com a resultat de la fusió dels clubs Alexander i Wanderers.